# Генрих Прусский (1747—1767)
Фридрих Генрих Карл Прусский (30 декабря 1747, Берлин — 26 мая 1767, Фербеллин, Бранденбург) — второй сын принца Августа Вильгельма Прусского и Луизы Амалии Брауншвейг-Вольфенбюттельской. Племянник Фридриха Великого и младший брат Фридриха Вильгельма II.

## Биография
Уже в детстве принц получил несколько военных званий и наград; 16 января 1748 года он стал членом ордена Чёрного орла, а 20 сентября 1764 года он стал капитаном и командиром роты 1-го батальона гвардейцев Корпуса. В сентябре того же года его повысили до командира, а 26 апреля 1767 года Фридрих II назначил его генерал-майором.
В 17 лет полковник Ганс фон Блюменталь, командир Гвардейского корпуса, стал гувернёром принца. В результате он и его брат Фридрих Вильгельм проводили много времени в поместье полковника в Пареце.
Принц Генрих был многообещающим молодым капитаном, и его дядя-король возлагал на него большие надежды. Тем не менее, в мае 1767 года он вёл свою кирасирскую эскадру в Берлин для парада и обзора, и остановился в имении фон Кляйста в Процене. Здесь он подхватил оспу и умер 26 мая, к большому огорчению дяди.